# Valentine, Haute-Garonne
Valentine är en kommun i departementet Haute-Garonne i regionen Occitanien i södra Frankrike. Kommunen ligger i kantonen Saint-Gaudens som tillhör arrondissementet Saint-Gaudens. År 2022 hade Valentine 875 invånare.

## Befolkningsutveckling
Antalet invånare i kommunen Valentine
Referens:INSEE